# Католичка црква у Грузији
Католичка црква у Грузији је део светске Католичке цркве под духовним руководством папе и римске курије.

## Историја
Становништво Грузије припада већински Грузијској православној цркви. Поред верника исламске вероисповести у Грузији се могу наћи и припадници Јерменске апостолске цркве. Мањина од 0,8% становништва припада Јерменској источнокатоличкој цркви, Католичкој цркви као и Калдејској католичкој цркви.
Почеци католицизма у Грузији датирају још из 12. и 13. века. Чак и током совјетске владавине, Грузијска католичка црква се састојала од 15 заједница, а Јерменска источнокатоличка црква од 7.
Папа Јован Павле II је 1992. године у Тбилисију издао налог за оснивање Апостолску нунцијатуру за Грузију. 30. децембра 1993. године апостолски администратор Caucasi Latinorum са седиштем у Тбилисију који је устоличен под заповедништвом римске курије. Око 100 хиљада католика припадало је 1999. године, латинском, јерменском и сиријско-калдејском обреду, док је према подацима Грузијске православне цркве тај број био највише 3.000 католика. Ђузепе Пасото, апостолски администатор Кавказа, је објавио да је број католика између 2.000 и 50.000.
Апостолски нунциј је поред Грузије одговоран за нунцијатуре у Азербејџану и Јерменији. Од 2011. године ту службу обавља Марек Солжински.
Слобода вере је у данашњој Грузији ограничена је и државно призната само кроз приватне непрофитне организације.